# Mistrovství Evropy v judu 1962
XII. Mistrovství Evropy v judu za rok 1962 proběhlo v Essenu, Německo ve dnech 11. až 12. května 1962.

## Informace a program turnaje
- seznam účastníků

Organizace mistrovství Evropy v západoněmeckém Essenu byla pro tehdejší funkcionáře mimořádně náročná. Země východního bloku včetně Československa hrozily bojkotem pokud nebude na tomto mistrovství umožněno startovat judistům z NDR. Po výstavbě berlínské zdi v roce 1961 a politické separaci Německé demokratické republiky (NDR) od zbytku Spolkové republiky Německa se problém známý jako studená válka přesunul také do evropského sportu. Země NATO neuznávaly svrchovanost NDR a v případě sportovních akcí hrozilo, že sportovcům NDR neudělí víza nebo je budou nutit startovat pod neutrální vlajkou. Toto ožehavé téma se táhlo do začátku sedmdesátých let dvacátého století, kdy se napjaté vztahy zemí NATO a Varšavské smlouvy na čas uklidnily.
Mistrovství Evropy se poprvé účastnili sportovci ze Sovětského svazu.
Judisté bojovali k.o. vyřazovacím způsobem. Judista, který v turnaji prohrál byl definitivně vyřazen. Poražení semifinalisté získali automaticky bronzovou medaili (3. místo).  
Judisté byli poprvé rozděleni na amatéry a profesionály. Statut judisty posuzoval jednotlivý národní judistický svaz. Zápasilo se ve dvou třídách amatérské a otevřené. V otevřené třídě mohli nastoupit vedle profesionálů i amatéři.
- PA – 11. 5. 1962 – junioři, soutěž družstev, váhové kategorie amatérské třídy a kategorie bez rozdílu vah amatérské třídy
- SO – 12. 5. 1962 – kategorietechnických stupňů, váhové kategorie otevřené třídy a kategorie bez rozdílu vah otevřené třídy

## Československá stopa
Vedoucí výpravy: Miloslav Tovara, šéftrenér reprezentace: Václav Bříza.
Na mistrovství Evropy startovalo za Československo 7 judistů: 
- −68 kg: František Kuna (*1936) z ASD Dukla Plzeň startoval v amatérské třídě, obsadil 3. místo[2]

- −80 kg: Petr Jákl st. (*1941) z TJ Slavia VŠ Praha startoval v amatérské třídě
- −80 kg: Ludvík Wolf (*1939) z TJ Spartak Praha Sokolovo startoval v amatérské třídě
- −80 kg: František Jelen (*1941) z ASD Dukla Plzeň startoval v otevřené třídě

- +80 kg: Jaroslav Polák (*1937) z TJ Spartak Hradec Králové startoval v amatérské třídě, obsadil 5. místo
- +80 kg: Josef Novotný (*1934) z TJ Gottwaldov startoval v amatérské třídě, obsadil 5. místo

- BRV: Jaroslav Polák (*1937) z TJ Spartak Hradec Králové startoval v amatérské třídě
- BRV: Petr Jákl st. (*1941) z TJ Slavia VŠ Praha startoval v amatérské třídě, obsadil 5. místo

- 1. Dan: František Jelen (*1941) z ASD Dukla Plzeň
- 1. Dan: Josef Novotný (*1934) z TJ Gottwaldov, obsadil 5. místo
- 2. Dan: František Kuna (*1936) z ASD Dukla Plzeň

- jun. −80 kg: Petr Rychlý (*1945) z TJ Spartak Praha Sokolovo, 3. místo[2]

V soutěži družstev prohrálo Československo v úvodním kole se Sovětským svaze 0:3.

## Výsledky
| Muži       | Muži       | Zlato                                                                                                 | Stříbro                                                                                         | Bronz | Bronz                                                                                                 |
| Muži       | Muži       | Váhové kategorie                                                                                      | Váhové kategorie                                                                                | Váhové kategorie | Váhové kategorie                                                                                      |
| ---------- | ---------- | --- | ----------------------------------------------------------------------------------------------- | --- | --- |
| −68 kg     | Amatérská: | André Bourreau (FRA)                                                                                  | Erich Zielke (GDR)                                                                              | František Kuna (TCH)                                                                                                  | Michel Lesturgeon (FRA)                                                                               |
| −68 kg     | Otevřená:  | Jan Snijders (NED)                                                                                    | Roger Forestier (FRA)                                                                           | Franz-Hermann Fischer (FRG)                                                                                           | Kurt Leise (FRG)                                                                                      |
| −80 kg     | Amatérská: | Lionel Grossain (FRA)                                                                                 | Jacob Mackaay (NED)                                                                             | Otto Smirat (GDR) | Alfred Karaščuk (URS)                                                                                 |
| −80 kg     | Otevřená:  | Henri Courtine (FRA)                                                                                  | Gerd Stamer (FRG)                                                                               | Romain Pacalier (FRA)                                                                                                 | Andries de Lange (NED)                                                                                |
| +80 kg     | Amatérská: | Herbert Niemann (GDR)                                                                                 | Willem Dadema (NED)                                                                             | Karl Nitz (GDR) | Adrian Smits (NED)                                                                                    |
| +80 kg     | Otevřená:  | Anton Geesink (NED)                                                                                   | Mathieu Vallauri (FRA)                                                                          | Roussey (FRA) | Pierre Brouha (BEL)                                                                                   |
| Muži       | Muži       | Zlato                                                                                                 | Stříbro                                                                                         | Bronz | Bronz                                                                                                 |
| Muži       | Muži       | Kategorie bez rozdílu vah                                                                             |                                                                                                 | | |
| Amatérská: | Amatérská: | Anzor Kiknadze (URS)                                                                                  | Alexandr Lukaševič (URS)                                                                        | Jan van Ierland (NED)                                                                                                 | Henri Beluze (SUI)? Leo Gisin (SUI)?                                                                  |
| Otevřená:  | Otevřená:  | Anton Geesink (NED)                                                                                   | George Kerr (GBR)                                                                               | Kenneth Maynard (GBR)                                                                                                 | André Leclerc (FRA)                                                                                   |
| Muži       | Muži       | Zlato                                                                                                 | Stříbro                                                                                         | Bronz | Bronz                                                                                                 |
| Muži       | Muži       | Kategorie technických stupňů                                                                          |                                                                                                 | | |
| 1. Dan     | 1. Dan     | Marcel Etienne (BEL)                                                                                  | Boris Miščenko (URS)                                                                            | Tamás Dávid (HUN) | Peter Herrmann (FRG)                                                                                  |
| 2. Dan     | 2. Dan     | Anzor Kibrocašvili (URS)                                                                              | Remo Venturelli (ITA)                                                                           | Borivoje Cvejić (YUG)                                                                                                 | Wolfgang Ehler (FRG)                                                                                  |
| 3. Dan     | 3. Dan     | Alan Petherbridge (GBR)                                                                               | Jan van Ierland (NED)                                                                           | Michel Franceschi (FRA)                                                                                               | John Ryan (GBR)                                                                                       |
| 4. Dan     | 4. Dan     | Jean-Pierre Dessailly (FRA)                                                                           | Nicola Tempesta (ITA)                                                                           | Michel Bourgoin (FRA)                                                                                                 | Michel Bourgoin (FRA)                                                                                 |
| Muži       | Muži       | Zlato                                                                                                 | Stříbro                                                                                         | Bronz | Bronz                                                                                                 |
| Muži       | Muži       | Soutěž družstev                                                                                       |                                                                                                 | | |
|            |            | Francie (FRA) (Michel Bourgoin, Jean-Pierre Dessailly, André Iriart, Mathieu Vallauri, André Leclerc) | Nizozemsko (NED) (Willem Dadema, Anton Geesink, Jacob Mackaay, Gerard Stroess, Jan van Ierland) | Sovětský svaz (URS) (Durmišchan Beruašvili, Anzor Kibrocašvili, Anzor Kiknadze, Alexandr Lukaševič, Heinrich Schultz) | Itálie (ITA) (Giuseppe Guerriero, Romano Polverari, Nicola Tempesta, Remo Venturelli, Gino Zanchetti) |
| Junioři    | Junioři    | Zlato                                                                                                 | Stříbro                                                                                         | Bronz | Bronz                                                                                                 |
| Junioři    | Junioři    | Váhové kategorie juniorů                                                                              |                                                                                                 | | |
| −68 kg     | −68 kg     | Roland Hatchikian (FRA)                                                                               | Žnidarčič (YUG)                                                                                 | ? | ? |
| −80 kg     | −80 kg     | Ardy Geurtsen (NED)                                                                                   | Borie (FRA)                                                                                     | Petr Rychlý (TCH) | Jože Hauptman (YUG)                                                                                   |
| +80 kg     | +80 kg     | Cornelis Jagtenberg (NED)                                                                             | Alfred Bankel (AUT)                                                                             | ? | ? |
| Junioři    | Junioři    | Zlato                                                                                                 | Stříbro                                                                                         | Bronz | Bronz                                                                                                 |
| Junioři    | Junioři    | Kategorie bez rozdílu vah juniorů                                                                     |                                                                                                 | | |
|            |            | Cornelis Jagtenberg (NED)                                                                             | Alfred Bankel (AUT)                                                                             | ? | ? |